# NGC 6027c
NGC 6027c是位於巨蛇座，屬於緻密星系團西佛六重星系中的一個星系。

## 外部連結
- HubbleSite NewsCenter: Pictures and description（页面存档备份，存于）